# Lunca (okręg Tulcza)
Lunca – wieś w Rumunii, w okręgu Tulcza, w gminie Ceamurlia de Jos. W 2011 roku liczyła 1073 mieszkańców.